# ریوکا گالکن
ریوکا گالکن (به انگلیسی: Rivka Galchen - زاده ۱۹۷۶) نویسندهٔ کانادایی-امریکایی است.

## زندگی‌نامه
ریوکا گالکن سال ۱۹۷۶ در تورنتوی کانادا به‌دنیا آمد. خانواده‌اش در کودکی به آمریکا مهاجرت کردند.
از سال ۱۹۸۲ تا سال ۱۹۹۴ را در شهر نورمن، اوکلاهما به‌سر برد، پدرش استاد هواشناسی دانشگاه اوکلاهاما و مادرش برنامه‌نویس کامپیوتر بود. گالکن در سال ۱۹۹۴ برای تحصیل در رشتهٔ ادبیات انگلیسی به دانشگاه پرینستون رفت ولی پس از سال گذراندن سال اول، رشتهٔ تحصیلی خود را تغییر داد و وارد دانشکده پزشکی شد و در سال ۲۰۰۳ با دریافت مدرک دکترای روانکاوی فارغ‌التحصیل شد.
پس از اتمام تحصیلات تصمیم گرفت دورهٔ کارشناسی ارشد هنرهای زیبا را در دانشگاه کلمبیا به اتمام برساند. او در سال ۲۰۰۶ موفق به دریافت جایزهٔ نویسندگان زن از بنیاد نویسندگان رونا ژافه شد. گالکن با مجلات معتبری چون نیویورکر، هارپر، نیویورک تایمز و بلیور همکاری دارد.
گالکن در سال ۲۰۰۸ نخستین رمان خود با عنوان اختلالات جوی را به چاپ رساند که مفتخر به دریافت جایزهٔ بین‌المللی ویلیام سارویان شد. این اثر تاکنون به بیش از بیست زبان دنیا ترجمه شده‌است. از سال ۲۰۰۹ گالکن به تدریس در دانشگاه کلمبیا مشغول است و در سال ۲۰۱۰ مجلهٔ نیویورکر نام او را در فهرست بیست نویسندهٔ برتر زیر چهل سال قرار داد.